# Hylesia
Genre
Le genre Hylesia regroupe des papillons appartenant à la famille des Saturniidae.
Quelques-unes de ces espèces connaissent des cycles de reproduction irréguliers, avec des pullulations ou rassemblements autour de lampes (habitat, villes, bateaux, aéroports...). Les femelles de certaines espèces (ex : Hylesia metabus) sont sources de réactions allergiques prurigineuses. 

Les adultes de certaines de ces espèces (ex: Hylesia metabus) semblent fortement attirés par la lumière (phénomène de pollution lumineuse) et d'augmentation du risque allergène, car en tournant autour des lampes qui les attirent et les piègent, dans leur périphérie, les femelles perdent des poils urticants chargés de venin. Or en zone tropicale, il est courant qu'il n'y ait pas de fenêtres ou moustiquaires et que des papillons entrent dans les pièces habitées. 

En France on parle de « papillonite » pour décrire ce type d'allergie.

## Liste d'espèces
Quelques espèces selon NCBI (19 avr. 2011) :
- Hylesia aeneides
- Hylesia continua
- Hylesia invidiosa
- Hylesia lineata
- Hylesia negricans
- Hylesia metabus
- Hylesia peigleri
- Hylesia rubrifrons
- Hylesia rufipes
- Hylesia umbrata

### Liste plus complète
- Hylesia acuta Druce, 1886
- Hylesia aeneides Druce, 1897
- Hylesia alinda Druce, 1886
- Hylesia amazonica Draudt 1929
- Hylesia anchises Lemaire 1988
- Hylesia andensis Lemaire 1988
- Hylesia andrei Dognin, 1923
- Hylesia angulex Draudt 1929
- Hylesia annulata Schaus 1911
- Hylesia approximans Walker, 1855
- Hylesia ascodex Dyar 1913
- Hylesia athlia Dyar, 1913
- Hylesia beneluzi Lemaire 1988
- Hylesia bertrandi Lemaire 1982
- Hylesia biolleya Schaus 1927
- Hylesia boarmia Hübner 1822
- Hylesia bolivex Dognin 1922
- Hylesia bouvereti Dognin, 1889
- Hylesia canitia Cramer 1780
- Hylesia caripitox Orfila 1952
- Hylesia caucanex Draudt 1929
- Hylesia cedomnibus Dyar 1913
- Hylesia chirex Schaus 1921
- Hylesia coadjutor Dyar 1907
- Hylesia coarya Schaus 1932
- Hylesia coex Dyar 1913
- Hylesia coinopus Dyar 1913
- Hylesia colimatifex Dyar 1926
- Hylesia colombex Dognin 1923
- Hylesia colombiana Dognin 1922
- Hylesia composita Dognin 1912
- Hylesia continua Walker 1865
- Hylesia corevia Schaus 1900
- Hylesia cottica Schaus 1932
- Hylesia cressida Dyar, 1913
- Hylesia croex Schaus 1921
- Hylesia dalifex Dognin 1916
- Hylesia dalina Schaus 1911
- Hylesia darlingi Dyar 1915
- Hylesia derica Schaus 1940
- Hylesia discifex Draudt 1929
- Hylesia discutex Draudt 1929
- Hylesia dispar Burmeister 1878
- Hylesia dissimilis Herrich-Schäffer 1856
- Hylesia dognini Bouvier 1930
- Hylesia dyarex Schaus 1921
- Hylesia ebalus Cramer 1775
- Hylesia egrex Draudt 1929
- Hylesia erebus Bouvier 1930
- Hylesia ernestonis Strand 1920
- Hylesia euphemia Dyar 1913
- Hylesia falcifera Hübner 1806
- Hylesia frigida Schaus 1911
- Hylesia fulviventris Berg 1883
- Hylesia funebris Conte 1906
- Hylesia gamelioides Michener 1952
- Hylesia gigantex Draudt 1929
- Hylesia gracilex Dognin, 1923
- Hylesia grisoli Draudt 1929
- Hylesia guayanensis Draudt 1929
- Hylesia gyrex Dyar 1913
- Hylesia hamata Schaus 1911
- Hylesia haxairei Lemaire 1988
- Hylesia humilis Dognin 1923
- Hylesia huyana Schaus 1932
- Hylesia ileana Schaus 1932
- Hylesia index Dyar 1913
- Hylesia indiviosa Dyar 1915
- Hylesia indurata Dyar 1912
- Hylesia inficita Walker 1865
- Hylesia iola Dyar 1913
- Hylesia lamis Cramer 1780
- Hylesia latex Draudt 1929
- Hylesia lebedoides Bouvier 1930
- Hylesia leilex Dyar 1913
- Hylesia lilacina Dognin 1912
- Hylesia lilacinex Draudt 1929
- Hylesia lilex Dognin, 1923
- Hylesia lineata Druce 1886
- Hylesia liturex Dyar 1913
- Hylesia livex Dyar 1913
- Hylesia lolamex Dyar 1913
- Hylesia macellex Draudt 1929
- Hylesia margarita Dognin 1901
- Hylesia maurex Draudt 1929
- Hylesia medifex Dognin 1916
- Hylesia melanostigma Herrich-Schäffer 1855
- Hylesia metabus Cramer 1776
- Hylesia metapyrrha Walker 1855
- Hylesia minasia Schaus 1921
- Hylesia mixtiplex Dognin 1916
- Hylesia molpex Dyar 1913
- Hylesia moronensis Lemaire 1976
- Hylesia mortifex Dyar 1913
- Hylesia multiplex Dognin 1929
- Hylesia multiplex Schaus 1907
- Hylesia munonia Schaus 1927
- Hylesia murex Dyar 1913
- Hylesia murmur Dyar 1913
- Hylesia muscula Vuillot 1893
- Hylesia muzoensis Draudt 1929
- Hylesia mymex Dyar, 1913
- Hylesia myops Walker 1855
- Hylesia mystica Dyar 1913
- Hylesia nanus Walker 1855
- Hylesia natex Draudt 1929
- Hylesia nigricans Berg 1875
- Hylesia nigridorsata Dognin 1912
- Hylesia nigripes Draudt 1929
- Hylesia novex Dognin 1922
- Hylesia obsoleta Cramer 1780
- Hylesia obtusa Dognin 1923
- Hylesia ochrifex Dyar 1913
- Hylesia olivenca Schaus 1916
- Hylesia omeva Dyar 1916
- Hylesia ondulatus Conte 1906
- Hylesia oratex Dyar 1913
- Hylesia orbana Schaus 1932
- Hylesia orbifex Dyar 1913
- Hylesia oroyex Dognin 1922
- Hylesia pachobex Dognin 1920
- Hylesia palcazua Schaus 1927
- Hylesia pallidex Dognin 1923
- Hylesia paulex Dognin 1922
- Hylesia pauper Dyar 1913
- Hylesia penai Lemaire 1988
- Hylesia pernex Draudt 1929
- Hylesia peruvex Draudt 1929
- Hylesia petena Schaus 1927
- Hylesia pluto Dognin 1922
- Hylesia pollex Dyar 1913
- Hylesia polyploca Draudt 1929
- Hylesia praeda Dognin, 1901
- Hylesia propex Draudt 1929
- Hylesia purpurex Bouvier 1930
- Hylesia remex Dyar 1913
- Hylesia rex Dyar 1913
- Hylesia rosacea Schaus 1911
- Hylesia roseata Dognin 1914
- Hylesia rosex Bouvier 1930
- Hylesia rubrifrons Schaus, 1911
- Hylesia rubriprocta Bouvier 1930
- Hylesia rufex Bouvier 1930
- Hylesia rufex Draudt 1929
- Hylesia rufipes Schaus 1911
- Hylesia santaelenensis Lemaire 1988
- Hylesia scalex Draudt 1929
- Hylesia schausi Dyar, 1913
- Hylesia schussleri Strand 1934
- Hylesia scortina Draudt 1929
- Hylesia sesostris Vuillot. 1893
- Hylesia solvex Dyar 1913
- Hylesia sorana Schaus 1927
- Hylesia subaurea Schaus 1900
- Hylesia subcana Walker 1855
- Hylesia subfasciata Dognin 1916
- Hylesia tapabex Dyar 1913
- Hylesia tapareba Kirby
- Hylesia tendex Draudt 1929
- Hylesia teratex Draudt 1929
- Hylesia terranea Schaus 1906
- Hylesia terrosex Dognin 1916
- Hylesia thaumex Draudt 1929
- Hylesia tinturex Schaus 1921
- Hylesia tiphys Dognin 1916
- Hylesia travassosi Lemaire 1988
- Hylesia tristis Bouvier 1929
- Hylesia umbrata Schaus 1911
- Hylesia umbratula Dyar 1927
- Hylesia vagans Walker 1855
- Hylesia valvex Dyar, 1913
- Hylesia vassali Lemaire 1988
- Hylesia vespex Dognin 1923
- Hylesia vialactea Draudt 1929
- Hylesia vindex Dyar 1913
- Hylesia violacea Bouvier 1930
- Hylesia violex Draudt 1929
- Hylesia vittex Draudt 1929
- Hylesia wagneri Bouvier 1923
- Hylesia zonex Draudt 1929